# Tristachya thollonii
Tristachya thollonii là một loài thực vật có hoa trong họ Hòa thảo. Loài này được Franch. miêu tả khoa học đầu tiên năm 1895.